# Maria Pankratz
Maria Pankratz (* 18. September 1965 in Alma-Ata, Kasachische SSR, Sowjetunion) ist eine deutsche Laienschauspielerin. Sie lebt im ostwestfälischen Espelkamp.
Maria Pankratz, geb. Abrams, wurde in Alma-Ata im heutigen Kasachstan geboren. Sie ist neben Miriam Toews aus Kanada eine der beiden Hauptdarstellerinnen in Stellet Licht von Carlos Reygadas, einem Kinofilm in plautdietscher Sprache. Der in Mexiko gedrehte Film mit dem spanischen Titel Luz Silenciosa gewann 2007 bei den 60. Filmfestspiele von Cannes den Preis der Jury. Von der mexikanischen Filmakademie erhielt Maria Pankratz im März 2008 den Premio Ariel für ihre schauspielerische Leistung.
Pankratz ist verheiratet und Mutter zweier Töchter.